# Pilot-Wagen

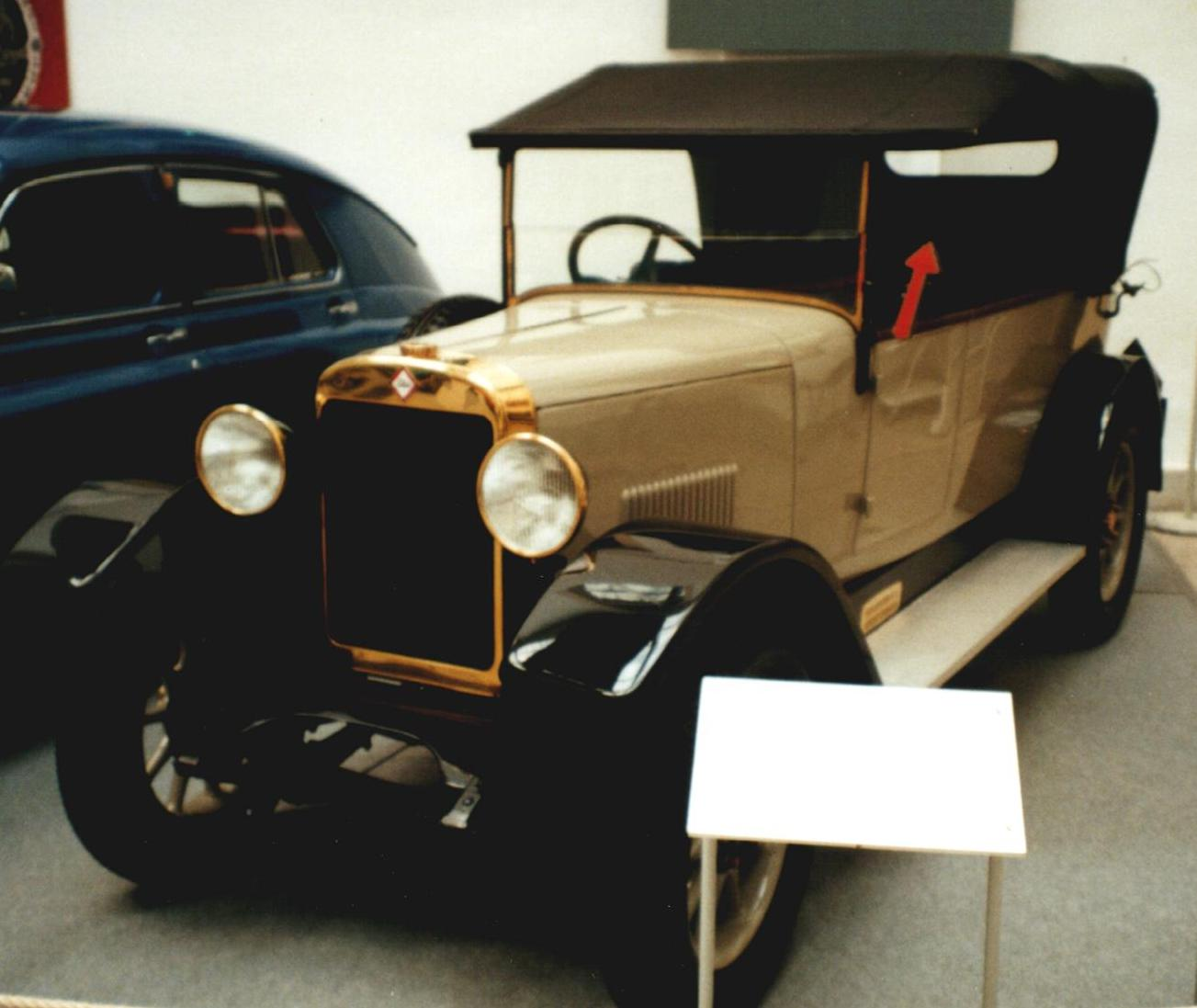
Pilot 6/30 PS del 1926

La Pilot-Wagen AG fu un costruttore tedesco di automobili di Bannewitz.

## Storia
La ditta iniziò ad operare nel 1923 con la produzione di automobili. Nel 1924 la maggioranza di azioni della società fu acquisita dalla Sächsische Waggonfabrik Werdau AG. Nel 1928 la produzione terminò.

## Veicoli
Il primo modello fu la 6/30 PS. Con motore quattro cilindri di 1.500 cm³ e potenza 30 HP. La Sächsische Waggonfabrik Werdau AG fornì la carrozzeria.
Tre automobili esistono ancora oggi, una è presente nel Verkehrsmuseum Dresden a Dresda, due sono presso una Autohaus a Freital.

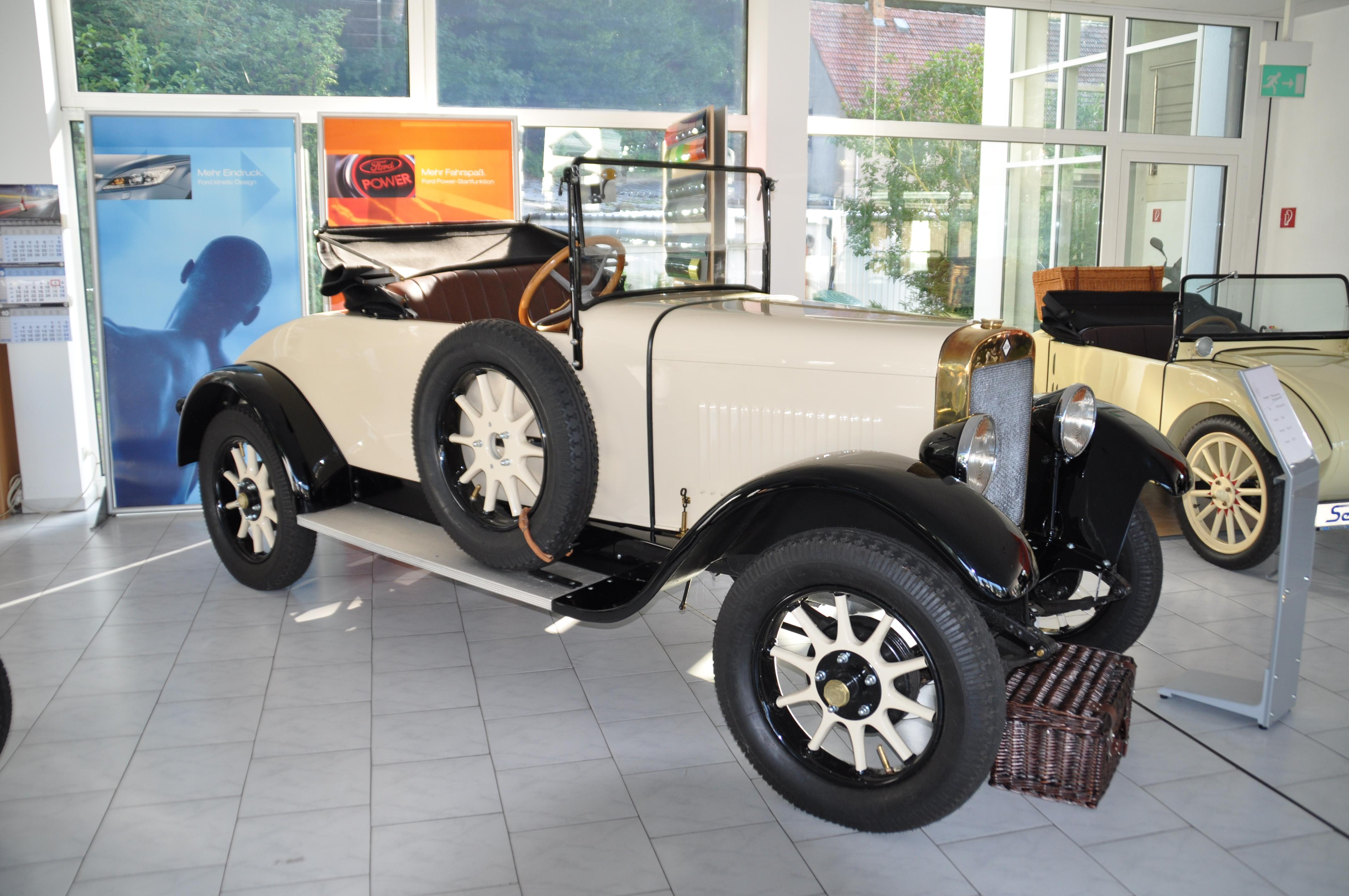
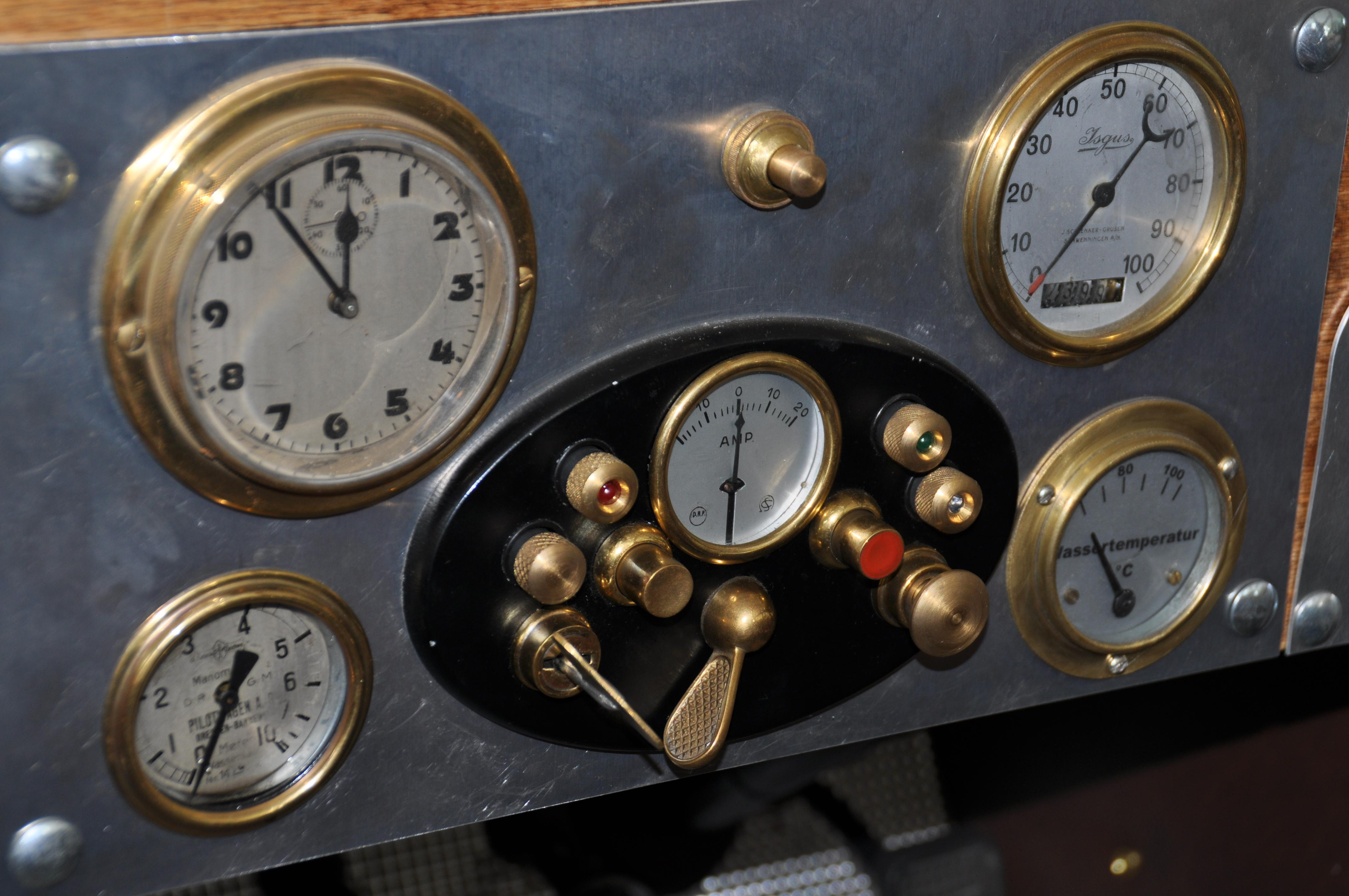